# 134112 Jeremyralph
134112 Jeremyralph este o planetă minoră (asteroid) din centura de asteroizi. A fost descoperită pe 9 decembrie 2004 la Catalina Station⁠(d) de Catalina Sky Survey. 
Obiectul prezintă o orbită caracterizată de o semiaxă mare de 3,1997184157732 UAi, o excentricitate de 0,06, o înclinație de 1,4 ° în raport cu ecliptica.